# Crescentia cujete
Crescentia cujete är en katalpaväxtart som beskrevs av Carl von Linné. Crescentia cujete ingår i släktet Crescentia och familjen katalpaväxter. Inga underarter finns listade i Catalogue of Life.

## Bildgalleri

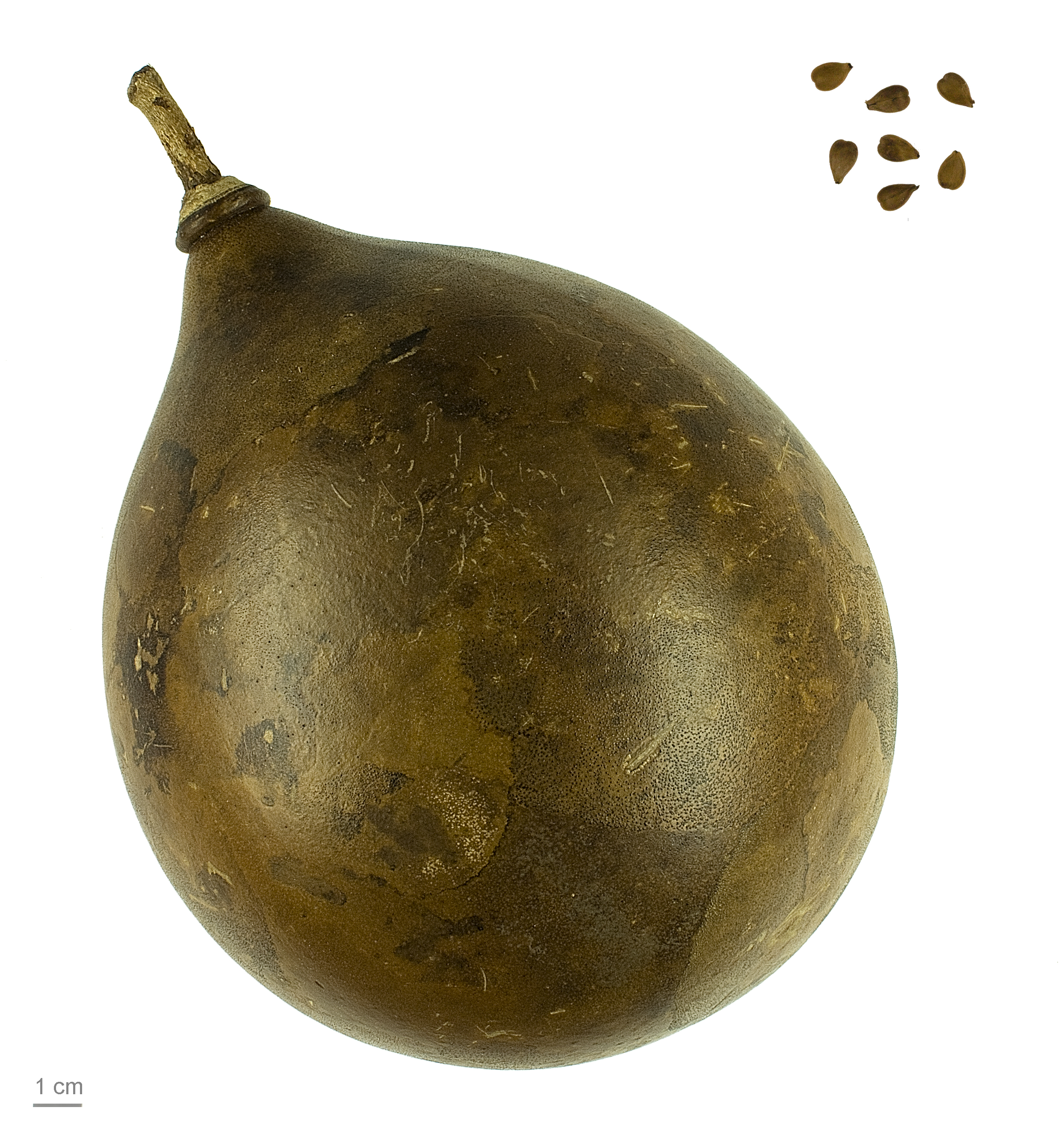